# Counselor (Nuovo Messico)
Counselor è una comunità non incorporata degli Stati Uniti d'America della contea di Sandoval nello Stato del Nuovo Messico. Counselor si trova all'incrocio tra la U.S. Route 550 e la New Mexico State Road 403.